# Sky Airlines

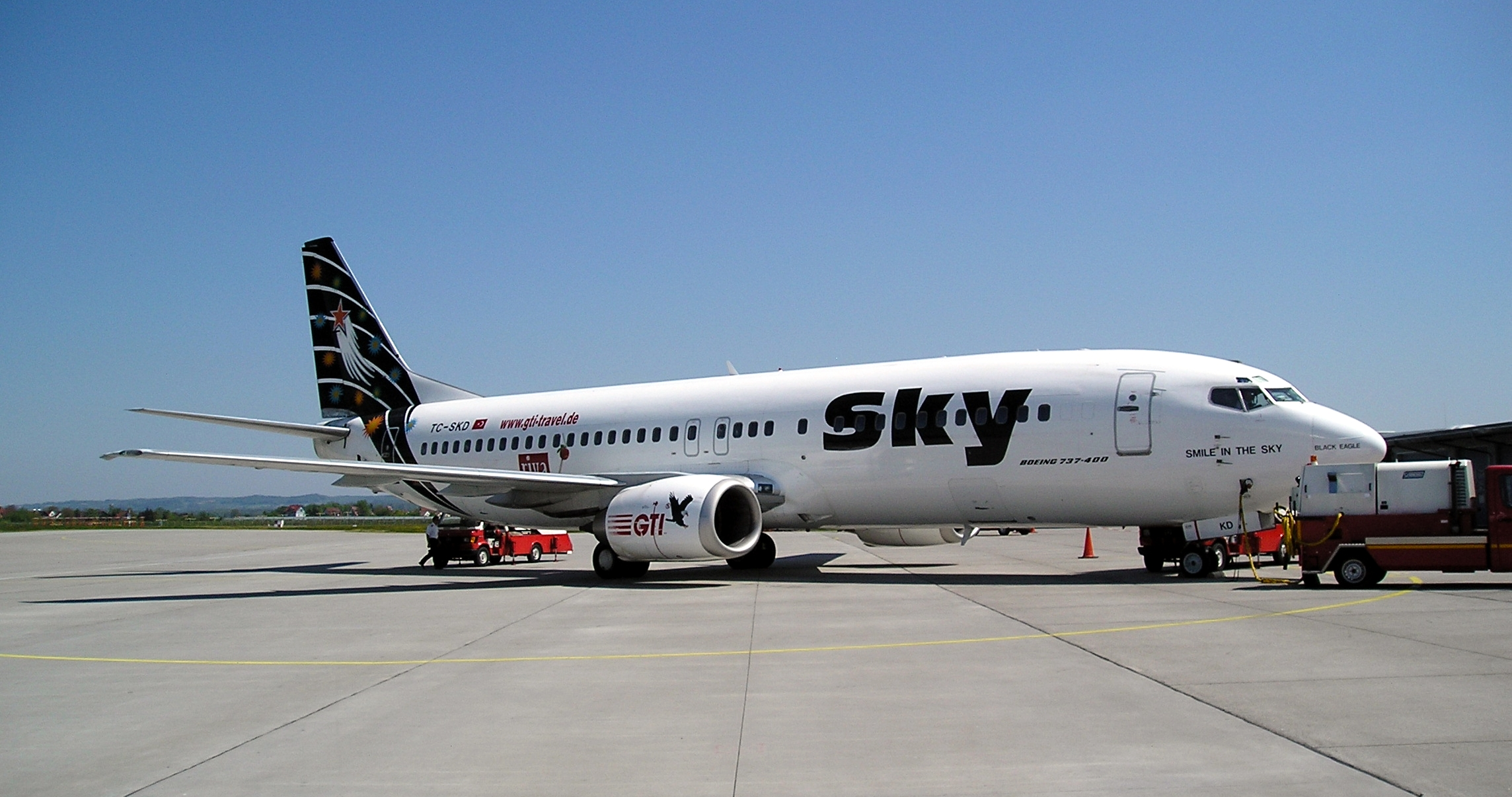
Boeing 737-400 linii Sky Airlines

Sky Airlines – nieistniejąca turecka czarterowa linia lotnicza bazowana w Antalyi. Obsługiwała głównie wycieczki pomiędzy Turcją a Europą, Ameryką Południową i Bliskim Wschodem.

## Historia
Firma została założona w 2000, rozpoczęła obsługę pasażerów w 2001. Była w 100% mieniem holdingu Kayi Group, w skład którego wchodziło między innymi upadłe biuro podróży GTI Travel Poland.
15 sierpnia 2006, Boeing 737 należący do Sky Airlines, lot SHY335, lecący z Antalyi do Portu lotniczego Poznań-Ławica, dokonał mylnego lądowania o 19:50 na lotnisku wojskowym na Krzesinach w Poznaniu.
4 czerwca 2013 linie zawiesiły działalność po tym jak jej właściciel Kayi Group  stracił płynność finansową.